# بول درود
بول كارل لودفيج درود (12 يوليو 1863 - 5 يوليو 1906) كان فيزيائيًا ألمانيًا متخصصًا في البصريات. كتب كتابًا أساسيًا يدمج علم البصريات مع نظريات ماكسويل في الكهرومغناطيسية.
أنشأ تفسيراً مقنعاً لطريقة جريان التيار الكهربائي في سلك معدني والذي أساسه هو إنسياق تدريجي داخل المعدن لجسيمات دقيقة مشحونة تسمى " الإلكترونات".

## تعليم
ولد لعائلة يهودية، ابن طبيب في براونشفايغ، بدأ درود دراسته في الرياضيات في جامعة غوتينغن، لكنه غير تخصصه فيما بعد إلى الفيزياء. تم الانتهاء من أطروحته التي تغطي انعكاس وحيود الضوء في البلورات في عام 1887، تحت إشراف فولديمار فويغت.